# Poonamallee
Poonamallee es una ciudad y municipio situada en el distrito de Tiruvallur en el estado de Tamil Nadu (India). Su población es de 60607 habitantes (2011). Se encuentra a 25 km de Tiruvallur y a 22 km de Chennai.

## Demografía
Según el censo de 2011 la población de Poonamallee era de 60607 habitantes, de los cuales 30306 eran hombres y 30301 eran mujeres. Poonamallee tiene una tasa media de alfabetización del 88,67%, superior a la media estatal del 80,09%.